# Habitatge al carrer Santa Llogaia, 40 (Figueres)
Santa Llogaia, 40 és un edifici situat al número 40 del carrer Santa Llogaia del municipi de Figueres (Alt Empordà) que forma part de l'Inventari del Patrimoni Arquitectònic de Catalunya.

## Descripció
És una casa situada a davant de la Clínica Santa Creu, en un carrer a on era habitual la construcció de cases familiars, i no de grans edificis. Casa unifamiliar de planta baixa envoltat pel jardí i enreixat. La façana principal té un cos a la dreta amb finestra, i a l'esquerra un pòrtic de columnes jòniques amb porta d'accés a l'interior de la casa. Té sòcol de pedra i façana d'estuc de color groc. La cornisa i terrassa voltada per barana amb balustrada, amb un cos central sense decoració. A la terrassa, a la part dreta i més enrere, s'alça un altre cos amb terrassa i balustrada.